# Martin Leština
Martin Leština (25 aprile 1981) è un calciatore ceco, difensore del Dynamo České Budějovice.

## Caratteristiche tecniche
È un terzino sinistro.